# Hirmoneura tienmushanensis
Hirmoneura tienmushanensis är en tvåvingeart som beskrevs av Ouchi 1939. Hirmoneura tienmushanensis ingår i släktet Hirmoneura och familjen Nemestrinidae. Inga underarter finns listade i Catalogue of Life.